# Старович, Милица
Милица Новакович (Старович) (серб. Милица Старовић; 19 мая 1988, Нови-Сад) — сербская гребчиха-байдарочница, выступает за сборную Сербии начиная с 2013 года. Участница летних Олимпийских игр в Рио-де-Жанейро, серебряная призёрша чемпионата мира, обладательница двух бронзовых медалей чемпионата Европы, чемпионка первых Европейских игр в Баку, чемпион и бронзовая призёрша Средиземноморских игр и летней Универсиады в Казани, победительница многих регат национального и международного значения.

## Биография
Милица Старович родилась 19 мая 1988 года в городе Нови-Сад. Занимается спортом с 2000 года.
Первого серьёзного успеха на взрослом международном уровне добилась в 2013 году, когда попала в основной состав сербской национальной сборной и побывала на Средиземноморских играх в турецком Мерсине, откуда привезла награду бронзового достоинства, выигранную в зачёте одиночных байдарок на дистанции 200 метров. Кроме того, в этом сезоне отправилась защищать честь страны на летней Универсиаде в Казани, где стала бронзовой призёршей в одиночках на пятистах метрах.
Начиная с сезона 2015 года Старович выступала вместе с новой партнёршей, гребчихой венгерского происхождения Далмой Ружичич-Бенедек. Так, она выиграла с ней две бронзовые медали на чемпионате Европы в чешском Рачице, в двойках на пятистах и тысяче метрах, а также в полукилометровой программе двоек получила серебро на чемпионате мира в Милане, уступив в решающем заезде только титулованному венгерскому экипажу Габриэллы Сабо и Дануты Козак. Находясь в числе лидеров гребной команды Сербии, благополучно прошла квалификацию на Европейские игры 2015 года в Баку, где с той же Ружичич-Бенедек завоевала золотую медаль в двойках на пятистах метрах.
Находясь в числе лидеров сербской национальной сборной, Милица Старович благополучно прошла отбор на Олимпийские игры 2016 года в Рио-де-Жанейро. В зачёте четырёхместных байдарок на дистанции 500 метров стартовала в составе экипажа, куда помимо неё вошли также гребчихи Оливера Молдован, Николина Молдован и Далма Ружичич-Бенедек — в предварительном квалификационном заезде они заняли последнее восьмое место, а в полуфинале предпоследнее пятое — попали, таким образом, в утешительный финал «Б», где в гонке из шести экипажей пришли к финишу последними и расположились в итоговом протоколе соревнований на четырнадцатой строке. Также Милица стартовала здесь в двойках с Николиной Молдован на дистанции 500 метров, но тоже особого успеха не добилась — в утешительном финале «Б» стала второй.